# Indestructible (Disturbed)
Indestructible je četvrti studijski album američkog heavy metal sastava Disturbed. Objavljen je 2. lipnja 2008., nakon gotovo godine dana snimanja. 
Indestructible je prvi album Disturbeda u čijoj produkciji nije sudjelovao Johhny K, producent njihova prethodna tri albuma. Zanimljivo je da su dvije pjesme s albuma (Perfect Insanity i Divide) snimljene još prije izdavanja njihovog prvog albuma The Sickness, objavljenog 1999.
Album se nalazio na prvom mjestu Billboardove 200 ljestvice, te je s prodanih više od 500,000 primjeraka u SAD-u dosegao zlatnu nakladu. Singlovi s albuma, objavljeni od ožujka do rujna 2008. su Inside the Fire, Perfect Insanity i Indestructible.

## Popis pjesama
Sve skladbe napisali su David Draiman, Dan Donegan, Mike Wengren i John Moyer
1. Indestructible - 4:38
2. Inside the Fire - 3:52
3. Deceiver - 3:49
4. The Night - 4:46
5. Perfect Insanity - 3:57
6. Haunted - 4:42
7. Enough - 4:20
8. The Curse - 3:25
9. Torn - 4:09
10. Criminal - 4:16
11. Divide - 3:36
12. Façade - 3:45

### Bonus skladbe
13. Run - 3:13 

14. Parasite - 3:25 

15. Stricken (uživo na Rivieri) - 4:27 
 
16. Down with the Sickness (uživo na Rivieri) - 5:14 
 
17. Just Stop (uživo na Rivieri) - 3:51 

18. Stupify (uživo na Rivieri) - 4:22

## Top liste

### Album
| Ljestvica (2008.)            | Pozicija |
| ---------------------------- | -------- |
| Australian ARIA Albums Chart | 1        |
| Austrian Albums Chart        | 10       |
| Canadian Albums Chart        | 1        |
| Finnish Albums Chart         | 2        |
| Irish Albums Chart           | 43       |
| New Zealand Top Albums Chart | 1        |
| UK Albums Chart              | 20       |
| US Billboard 200             | 1        |
| US Top Internet Albums       | 1        |

### Singlovi
| Singl              | Ljestvica (2008.)            | Pozicija |
| ------------------ | ---------------------------- | -------- |
| "Indestructible"   | The Billboard Hot 100        | 72       |
| "Indestructible"   | Hot Canadian Digital Singles | 40       |
| "Indestructible"   | Hot Digital Songs            | 35       |
| "Indestructible"   | Hot Mainstream Rock Tracks   | 5        |
| "Indestructible"   | Hot Modern Rock Tracks       | 23       |
| "Inside the Fire"  | The Billboard Hot 100        | 73       |
| "Inside the Fire"  | Hot Canadian Digital Singles | 66       |
| "Inside the Fire"  | Hot Digital Songs            | 49       |
| "Inside the Fire"  | Hot Mainstream Rock Tracks   | 1        |
| "Inside the Fire"  | Hot Modern Rock Tracks       | 4        |
| "Inside the Fire"  | Pop 100                      | 67       |
| "Perfect Insanity" | Hot Canadian Digital Singles | 70       |

## Produkcija
- David Draiman – pjevač, ko-producent
- Dan Donegan – gitara, producent
- John Moyer – bas
- Mike Wengren – bubnjevi, ko-producent
- Neal Avron – mixing
- Nick Fournier – mixing
- Ted Jenson – mastering